# Dictionnaires Le Robert
Dictionnaires Le Robert, pe scurt: Le Robert, este numele unei case franceze de editură, care a fost creată în anul 1951, de către Paul Robert, fiind specializată în publicarea de dicționare ale limbii franceze.
Ediția 2007 a dicționarului Le Petit Robert, subliniind cea de-a 40-a aniversare a acestuia, este o versiune refăcută a lucrării, cunoscând a doua refacere majoră din istoria sa. Cu această ocazie, lucrarea s-a îmbogățit cu peste 500 de cuvinte - intrări și peste 700 de sensuri noi. Această ediție a dicționarului cuprinde 60.000 de intrări și 300.000 de sensuri.
Cât despre Robert encyclopédique des noms propres, acesta tratează 40.000 de nume proprii.

## Dicționare
- Dicționare generale (alfabetice și analogice)
  - Le Nouveau Petit Robert de la langue française
  - Le Nouveau Petit Robert de la langue française (Format mare)
  - Le Nouveau Petit Robert de la langue française (CD-ROM)
  - Le Nouveau Petit Robert de la langue française, cu CD-ROM
  - Le Robert encyclopédique des noms propres,
  - Le Robert de poche[1]
  - Le Robert pour tous
  - Dicționare școlare 
    - Le Robert Micro
    - Le Robert micro (Format poche[1])
    - Le Robert Brio[2]
- Dicționare mari
  - Le Dictionnaire historique de la langue française (Sous la direction d'Alain Rey)
  - Le Dictionnaire culturel en langue française (Sous la direction d'Alain Rey)
  - Le Grand Robert de la langue française (CD-ROM[3])
- Dicționare tematice
  - Dictionnaire des combinaisons de mots
  - Dictionnaire d'orthographe et d'expression écrite
  - Dictionnaire des synonymes, nuances et contraires
  - Dictionnaire de citations du monde
  - Dictionnaire étymologique du français
  - Dictionnaire des expressions et locutions
  - Dictionnaire des proverbes et dictons
  - Dictionnaire des rimes et assonances
  - Dictionnaire des mots croisés, mots fléchés et autres jeux de lettres
  - Dictionnaire des mots croisés et mots fléchés (în format de buzunar)
  - Dictionnaire des mobiliers et des objets d'art (Autoare: Aurélia Lovreglio, Anne Lovreglio)
  - Dictionnaire des grandes oeuvres de la littérature française
  - Le Robert des grands écrivains de langue française
  - Dictionnaire de la langue du théâtre
  - Dictionnaire de sociologie Le Robert - Seuil
- Dicționare școlare
  - Le Robert Benjamin (6-8 ani)
  - Le Robert Junior (8-11 ani)
  - Le Robert Junior poche (format de buzunar) (8-11 ani)
  - Le Robert Junior des noms propres (8-11 ani)
  - Le Robert des enfants (CD-ROM / 8-11 ani)
  - Hugo et les rois Être et Avoir (Începând de la vârsta de 8 ans) (Cum să faci acordul participiilor trecute, fără să te înșeli)
  - Hugo joue à cache-cache avec les rois (De la 8 ani) (Cum să faci acordul participiilor trecute dificile)
  - Hugo au royaume des sujets dangereux (De la vârsta de 8 ani) (Să faci acordul verbelor cu subiectul este ușor!)
  - Le Robert Collège (11-15 ani)
- Dicționare bilingve
  - Le Robert & Collins (studenți / profesori) - 350.000 de cuvinte și expresii, 600.000 traduceri (engleza britanică și americană; toate nivelurile limbii: limbă literară, familială, argotică, ...)
  - Le Robert & Collins Poche allemand (75.000 de cuvinte)

## Echipa editorială
În echipa editorială, figurează lexicografii Alain Rey, redactor șef al publicațiilor și Josette Rey-Debove.